# هامرسميث برودواي

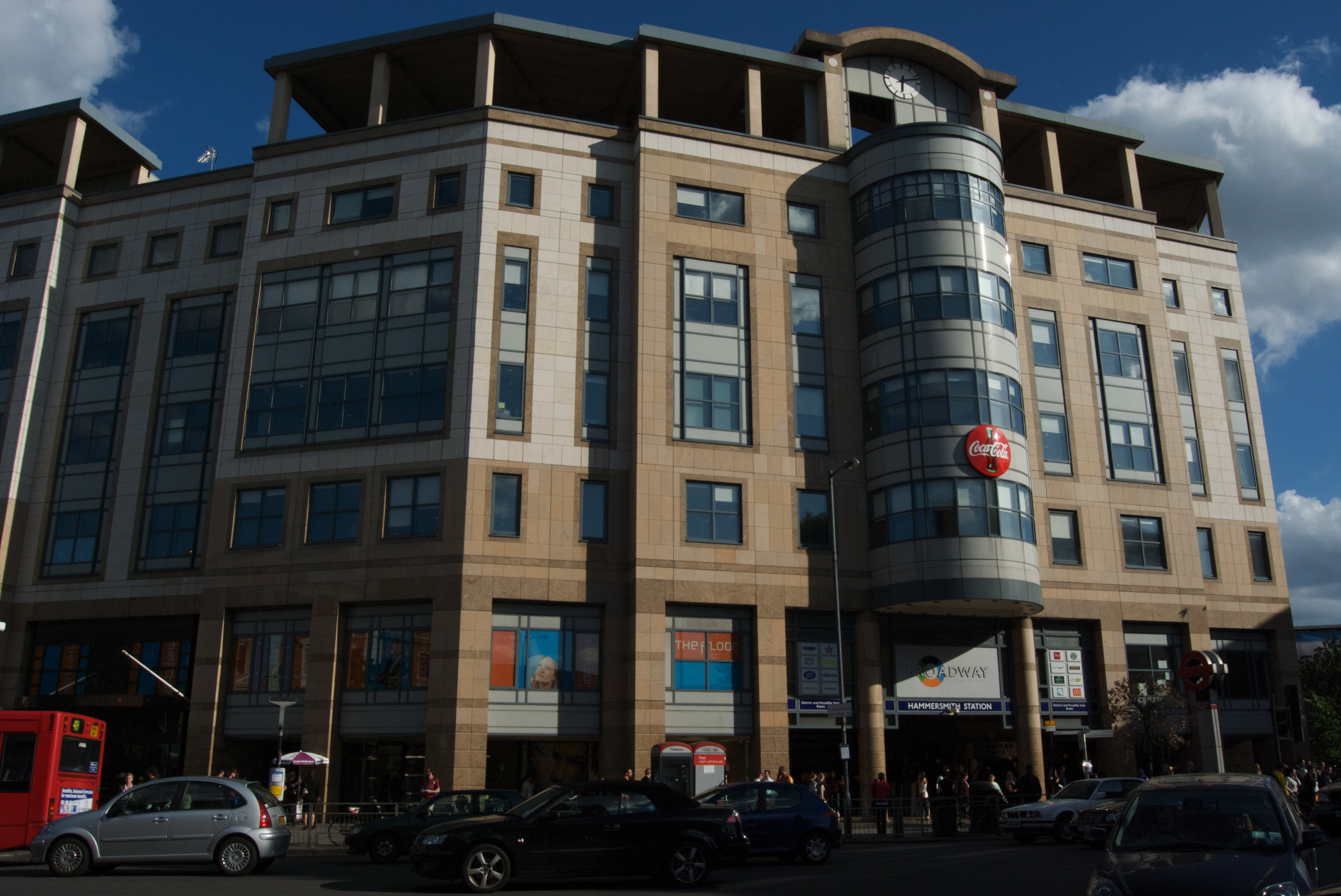
الجزء الأمامي الخارجي من هامرسميث برودواي

هامرسميث برودواي (بالإنجليزية: Hammersmith Broadway)‏ هو مركز رئيسي لنقل و التسوق في غرب لندن. و يقع على الطريق هامرسميث في لندن بورو من هامرسميث وفولهام.